# Laniarius atroflavus
Laniarius atroflavus là một loài chim trong họ Malaconotidae. Loài này được tìm thấy ở Cameroon và Nigeria.
Môi trường sinh sống của nó là rừng núi cao ẩm nhiệt đới hoặc cận nhiệt đới, rừng cây bụi ẩm nhiệt đới hoặc cận nhiệt đới và rừng cây bụi núi cao nhiệt đới hoặc cận nhiệt đới.